# Stand (Klettern)

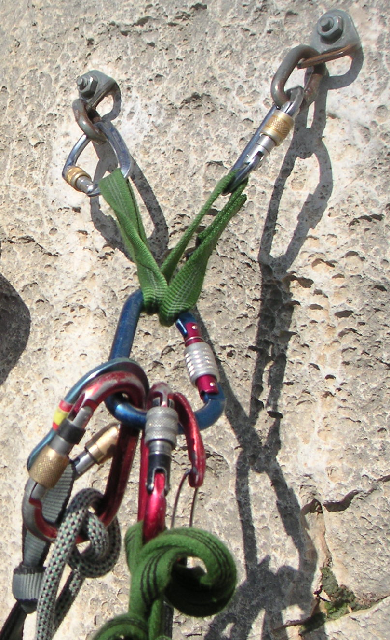
Standsicherung mit zwei Sicherungspunkten (Bohrhaken), Kräftedreieck (grüne Bandschlinge) und Zentralkarabiner (dunkelblau), in den Selbstsicherungen und eine HMS-Nachstiegsicherung eingehängt sind.

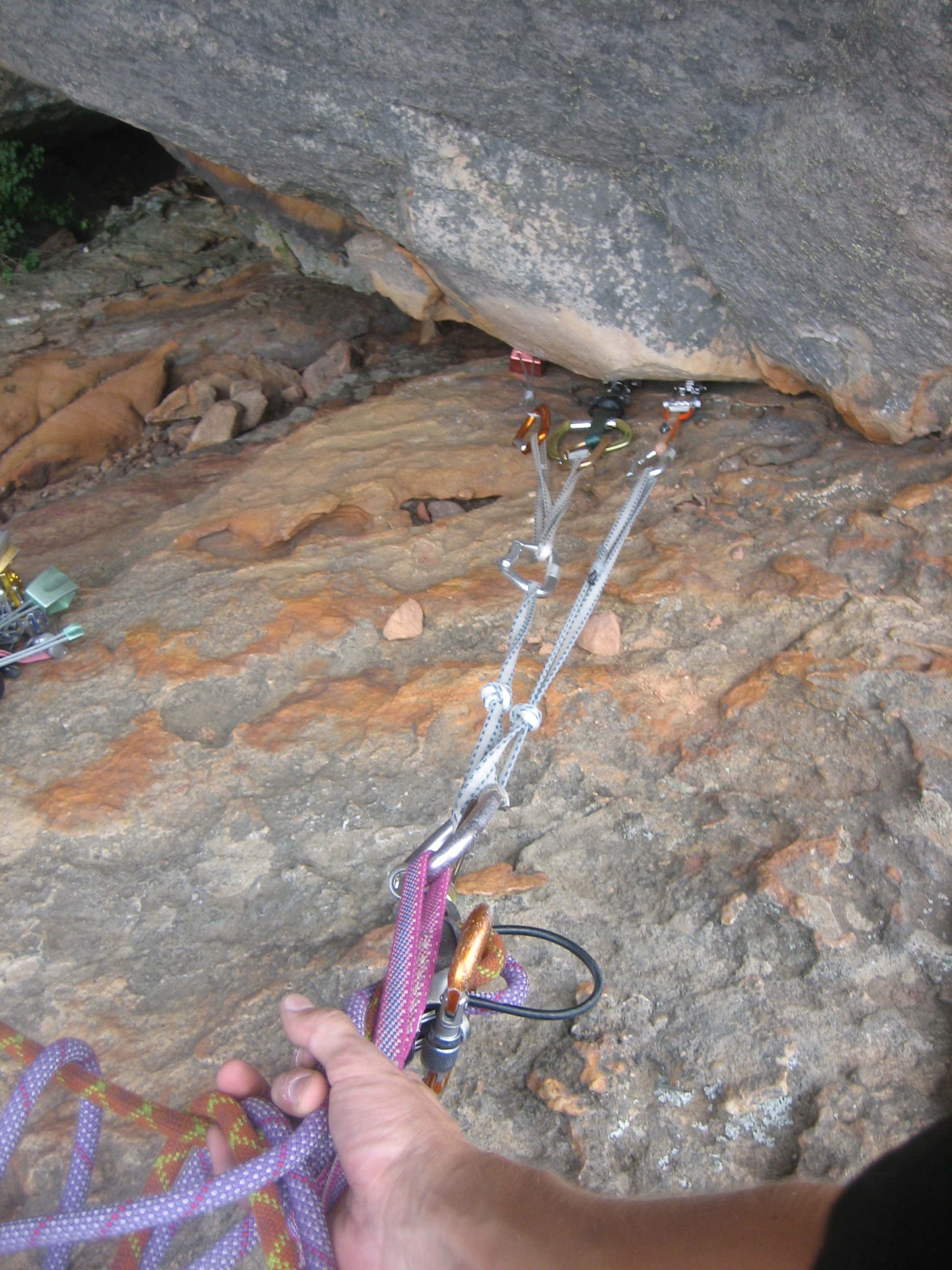
Standplatz mit mobilen Sicherungsmitteln

Als Stand oder Standplatz wird beim Klettern ein Sicherungsplatz innerhalb oder am oberen Ende einer Kletterroute bezeichnet.
Ein Stand ermöglicht die Absicherung einer Seilschaft insbesondere in Routen mit mehreren Seillängen. Er verhindert, dass bei einem Sturz eines Seilschaftsmitgliedes die ganze Seilschaft aus der Wand gerissen wird.
Im Gegensatz zu einer Zwischensicherung, bei welcher das Seil durchläuft und das Weiterklettern ermöglicht, verbindet sich der Sichernde am Stand über einen oder mehrere Fixpunkte fest mit der Wand. Neben dem Sichernden können sich auch weitere Personen der Seilschaft am Stand selbst sichern.

## Standsicherung
Bei einem Vorstiegssturz direkt in den Stand während einer Mehrseillängentour wird der Sturzfaktor und damit die Sturzbelastung des Standes extrem (Sturzfaktor: 2). Ein Versagen des Standes infolge des Ausbruchs aller Fixpunkte hat im Allgemeinen fatale Folgen und kann zum Absturz einer gesamten Seilschaft führen. Daher wird empfohlen und gelehrt, eine Standsicherung immer redundant unter Verwendung mehrerer Sicherungspunkte auszuführen. 
Beim Klettern im Vorstieg und Nachstieg darf die Distanz zwischen den Ständen die einfache Seillänge nicht überschreiten, beim Abseilen mit Einfachseil die halbe Seillänge. Besteht das Risiko, abseilen zu müssen, und damit die Limitierung auf die halbe Seillänge (bei Einfachseil) wird jedoch auch beim Vorstiegsklettern die halbe Seillänge nicht überschritten. 
Beim Sportklettern befinden sich auf modernen oder sanierten Mehrseillängenrouten häufig fest eingerichtete Stände, die inzwischen üblicherweise zwei Bohrhaken aufweisen. Wenn keine Bohrhaken vorhanden sind, wird beim alpinen Klettern der Stand häufig unter Verwendung mobiler Sicherungsmittel selbst eingerichtet. Hierbei wird mittels technischer Hilfsmittel wie Klemmkeile, Friends, Felshaken, Bandschlingen, Reepschnur und Karabinerhaken eine Sicherung an der Wand gebaut.

## Seilkommando „Stand“
Der Ruf „Stand“ wird beim Klettern im deutschen Sprachraum auch als Seilkommando verwendet. Er bedeutet, dass der Seilerste sich an einem Stand selbst gesichert hat und keiner weiteren Sicherung durch seinen Seilpartner mehr bedarf. Somit veranlasst dieses Seilkommando den sichernden Kletterpartner, den Seilersten aus der Sicherung herauszunehmen.